# Richard Eckersley (cầu thủ bóng đá)
Richard Jon Eckersley (sinh ngày 12 tháng 3 năm 1989) là một cựu cầu thủ bóng đá người Anh từng thi đấu ở vị trí hậu vệ cánh.

## Danh hiệu

### Câu lạc bộ
Manchester United
- Cúp EFL (1): 2008–09

Toronto F.C.
- Canadian Championship (2): 2011, 2012

### Cá nhân
- Cầu thủ xuất sắc nhất năm của đội dự bị Denzil Haroun: 2007–08 [4]
- Cầu thủ xuất sắc nhất năm của Red Patch Boys: 2012 [5]